# Эти
Эти (яп. 愛知郡 Эти-гун) уезд расположен в префектуре Сига, Япония.

Расположение уезда Эти в префектуре Сига.

По оценкам на 1 апреля 2017 года, население составляет 20,846 человек, площадь 37.97 км ², плотность 549 человек / км ². 

## Посёлки и сёла

### Существующие посёлки
- Айсё

### Бывшие посёлки
- Аито
- Этигава
- Натасё
- Кото

## Слияния
- 11 февраля 2005 года  посёлки Айти и Кото слились с посёлками Еигендзи и Гакосё из бывшего Кандзаки слились с городом Ёкаити в город Хигасиоми.]
- 26 февраля 2006 года посёлки Етигава и Хтасё слились в город Айсё.